# Symphonie no 39 de Michael Haydn
La Symphonie no 39 en do majeur, Perger 31, Sherman 39, MH 478, est une symphonie de Michael Haydn, composée en 1788 à Salzbourg.

## Analyse de l'œuvre
Elle comporte trois mouvements:
1. Allegro con spirito
2. Andante
3. Molto vivace

Durée de l'interprétation : environ 12 minutes.

Introduction de l'Allegro con spirito :
Introduction du Molto vivace :

## Instrumentation
La symphonie est écrite pour deux hautbois, deux bassons, deux corss, deux trompettes, timbales, cordes.